# Miss Numerique
 (août 2020).
Miss Numerique est une société française spécialisée dans la distribution de matériel photo, vidéo, éclairage et drones, sur le web et dans son magasin situé près de Nancy.

## Historique
La société est fondée en 2004 autour d’associés ayant contribué au lancement de Boursorama. Elle est dirigée par Julien Laurent et est totalement autofinancée et rentable dès son deuxième exercice,.
MissNumerique.com est un pure player depuis sa création et jusqu’en 2015. La même année, l’entreprise inaugure son premier point de vente physique à Essey-lès-Nancy. Il s’agit d’un magasin spécialisé de 250 m², permettant d’accueillir et conseiller une clientèle d'amateurs et de professionnels.
En 2020, Miss Numerique propose environ 10 000 références et 250 marques sur son site internet. Elle expédie près de 100 000 colis par an dans une vingtaine de pays. Son chiffre d’affaires dépasse 20 millions d’euros.

## Récompenses
En 2019 puis en 2020 le classement annuel réalisé par le magazine Capital intitulé Les meilleurs sites e-commerce 2020 a décerné la première position à Miss Numerique dans la catégorie « Téléphonie, photo, vidéo ».